# Лукьяненко, Дмитрий Григорьевич
Лукья́ненко Дми́трий Григо́рьевич (укр. Лук'яненко Дмитро Григорович; род. 8 августа 1955, Сухиничи, Россия) — украинский ученый-экономист, доктор экономических наук, профессор, заслуженный деятель науки и техники Украины, лауреат премии НАН Украины им. В. М. Птухи, председатель подкомиссии «Международная экономика» Научно-методической комиссии Министерства образования и науки Украины по экономике и предпринимательству. Ректор Государственного высшего учебного заведения «Киевский национальный экономический университет имени Вадима Гетьмана».

## Образование
- 1962—1970 гг. — Бориспольская средняя школа № 6 Киевской обл.,
- 1970—1974 гг. — Киевский техникум электронных приборов,
- 1977—1980 гг. — Киевский институт народного хозяйства им. Д. С. Коротченко (с 1992 — Киевский государственный экономический университет, Киевский национальный экономический университет, с 07.2005 — Киевский национальный экономический университет им. В. Гетьмана), спец. «Экономика промышленности»
- 1986 — защитил кандидатскую диссертацию
- 1990 — окончил Международный институт менеджмента (г. Киев), магистр делового администрации
- 1996 — защитил докторскую диссертацию на тему «Развитие национальной экономики в условиях международной интеграции»[2].

## Карьера
С 1980 гг. — Работает в Киевском национальном экономическом университете имени Вадима Гетьмана. С 1990 г. возглавляет кафедру международных экономических отношений. Начиная с 1996 г. возглавляет кафедру международного менеджмента, руководителем которой является по настоящее время. С 1990 гг. — доцент, с 1997 г. — профессор. С 1995 года по 2012 год занимал должность декана факультета Международной экономики и менеджмента. С 2013 года и по 2017 год — Первый проректор по научно-педагогической и научной работы ГВУЗ «Киевский национальный экономический университет имени Вадима Гетьмана». С марта 2017 года — Ректор КНЭУ.

## Научная деятельность
Доктор экономических наук, профессор Лукьяненко Дмитрий Григорьевич является известным в Украине и за рубежом ученым-экономистом, основателем национальной научной школы международной экономики. Академик Украинской академии наук, директор Института глобальной экономической политики ДВНЗ «Киевский национальный экономический университет имени Вадима Гетьмана». Его научные достижения в области международной экономической интеграции и глобализации в 2001 г. отмечены Премией НАН Украины им. В. М. Птухи.
Подготовил 3-х докторов и более 20-ти кандидатов экономических наук. С 2004 гг. — Председатель диссертационного совета Д 26.006.02 по защите докторских и кандидатских диссертаций по специальности 08.00.02 — мировое хозяйство и международные экономические отношения.
Председатель подкомиссии «Международная экономика» НМК Министерства образования и науки Украины из экономического образования, эксперт секции «Экономика» Министерства образования и науки Украины. Проходил научную стажировку в ведущих университетах Канады, США, Великобритании, Германии, Нидерландов, Турции, России, Китая. Принимал непосредственное участие в разработке «Концепции внешнеэкономической политики Украины» (1995), Проекта Зоны свободной торговли «Украина-ЕС», подготовке ежегодных докладов Президента Украины, исследовании актуальных экономических проблем по тематике Государственного комитета науки и техники и НАН Украины, работал экспертом европейской Комиссии ООН.
Возглавляет редакционные коллегии научных журналов «Ценные бумаги Украины» и «Международная экономическая политика». Член Союза журналистов Украины.
Основные направления научных исследований — международная экономическая интеграция, глобализация экономического развития, международная инвестиционная деятельность, глобальный менеджмент.

## Награды
- Указом Президента Украины 2001 г. Получил звание «Заслуженный деятель науки и техники Украины».
- Лауреат премии НАН Украины имени М. В. Птухи (за цикл научных работ «Глобализация и интеграция мирового развития») (2001 г.).
- Указом Президента Украины в 2006 г.. Получил орден «За заслуги» III ст.
- Указом Президента Украины 2012 получил Орден «За заслуги» II ст.
- Указом Президента Украины 2015 получил Орден «За заслуги» I ст.[1][5].

## Публикации
Общий объём печатных работ составляет более 200 наименований. Автор и соавтор 20 фундаментальных монографий на украинском, русском, польском и английском языках и 30 учебников и учебных пособий по международной экономике и менеджменту.

### Монографии
1. Глобальная экономика XXI века: человеческое измерение [монография] / Д. Г. Лукьяненко, А. М. Поручик, А. М. Колот [и др.]; за общ.ред. д-ра экон.наук, проф. Д. Г. Лукьяненко и д-ра экон.наук, проф. А. М. Поручника. — К.: КНЭУ, 2008. — 420 с.
2. Антициклическое регулирования рыночной экономики: глобализационная перспектива: монография / Д. Г. Лукьяненко, А. М. Поручник, Я. М. Столярчук [и др.]; за общ.ред. д-ров экон.наук., проф. Д. Г. Лукьяненко, Поручника А. М. — К.: Финансы, 2011. — 334 с.
3. Ресурсы и модели глобального экономического развития: [монография]; под общ. ред. Д. Г. Лукьяненко, А. М. Поручника. — К.: Финансы, 2011. — 703 с.
4. Глобальное экономическое развитие: тенденции, асимметрии, регулирование: монография [Д.Лукьяненко, А.Колот, Я.Столярчук и др.]: Под. науч. ред. профессоров Д. Лукьяненко, А. Поручника, В. Колесова. — К.: КНЭУ, 2013. — 466 с.
5. Convergence and Divergence in Europe: Polish and Ukrainian Cases Monograph / scientific editors Dmytro Lukianenko, Viktor Chuzhykov, Machal Gabriel Woznaniak. — Kiev: KNEU, 2013. — 687 p.

### Учебники, учебные пособия
1. Международные стратегии экономического развития: учебное пособие / [Д. Г. Лукьяненко, Ю. В. Макогон и др.]; под ред. Ю. В. Макогон. — К.: Знание, 2007. — 461 с.
2. Международная экономика: [учебник] / Под ред. Ю. Г. Козака, Д. Г. Лукьяненко, Ю. В. Макогон, 3-е изд. — К.: Центр Учебной литературы, 2009. — 560 с.
3. Экономическая глобализация: [учебник] / А. С. Филипенко, В. С. Будкин, И. В. Бураковский и др .; под ред. А. С. Филипенко. — К.: Издательско-полиграфический центр «Киевский университет», 2009.
4. Международные стратегии экономического развития: учебник. — К.: «Образование Украины», 2009.
5. Транснациональные корпорации: учебник / [Д. Г. Лукьяненко и др.]. — Донецк: 2013. — 637 с.

### Статьи
1. Лукьяненко Д. Г. Глобальная модификация конкурентных механизмов рынка / Д. Г. Лукьяненко, А. С. Титова // Международная экономическая политика. — М., 2011. — № 12-13. — С.5-22.
2. Императивы глобального корпоративного менеджмента / Д. Г. Лукьяненко // Стратегия развития Украины (экономика, социология, право). — М., 2011. — № 1. — С.44-47.
3. Лукьяненко Д. Г. Образовательно-интеллектуальный ракурс инновационного развития / Д. Г. Лукьяненко, А. М. Поручик // Стратегия развития Украины (экономика, социология, право): наук.журн. — М .: НАУ, 2011. — № 4. — Т.1. — С.89-94.
4. Лукьяненко Д. Г. Инновационно-креативный компонент глобального менеджмента / Д. Г. Лукьяненко, А. С. Титова // Журнал европейской экономики. — Том 11 (№ 1). — Март 2012 — С.39-54.
5. Лукьяненко Д. Г. Имплементация парадигмы экономики знаний в стратегии национального экономического развития / А. Д. Лукьяненко, А. С. Дорошенко // Международная экономическая политика (наук.базы). — 2013. — № 19. — С.5-26.[6][7]